# HALO (ビデオゲームシリーズ)
『HALO』（ヘイロー）はバンジー、343 Industriesが開発、マイクロソフトが発売したXbox、Xbox 360、Xbox One、Xbox Series X/S、Microsoft Windows用、ファーストパーソン・シューティングゲームソフト。
ヘイローシリーズ（Halo series）は、バンジースタジオにより開発されマイクロソフトより2001年に発売されたXbox用、Xbox 360用のファーストパーソン・シューティングゲーム『Halo: Combat Evolved』を第一作とするゲームシリーズである。全世界規模では『Halo: Combat Evolved』は650万本以上、『Halo 2』は750万本以上、『Halo 3』は1100万本以上の販売を達成、Xboxでもっとも成功したゲームタイトルとなり、多くのファンを獲得している。
人気の高まりを受け、数度の実写映画化、日本の押井守・荒牧伸志をクリエイティブディレクターに招いたアニメ『Halo Legends』が製作されている。

## 概要
Xboxをプラットフォームに発売、シリーズ化された人気ゲームで、世界規模では2005年11月9日時点で『Halo: Combat Evolved』が500万本以上、『Halo 2』が700万本以上の販売を達成しており、ヘイローシリーズはXboxで最も成功したゲームタイトルとなった。ヘイロー・トリロジー最終章となる『Halo 3』の発売でシリーズ累計約2,480万本ものセールスを記録している。『Halo:Reach』のCMではスピンオフ作品を加えて累計3600万本と発表されている。

## シリーズ一覧
| 2001 | Halo: Combat Evolved              |
| 2002 |                                   |
| 2003 |                                   |
| 2004 | Halo 2                            |
| 2005 |                                   |
| 2006 |                                   |
| 2007 | Halo 3                            |
| 2008 |                                   |
| 2009 | Halo Wars                         |
| 2009 | Halo 3: ODST                      |
| 2010 | Halo:Reach                        |
| 2011 | Halo: Combat Evolved Anniversary  |
| 2012 | Halo 4                            |
| 2013 | Halo: Spartan Assault             |
| 2014 | Halo: The Master Chief Collection |
| 2015 | Halo: Spartan Strike              |
| 2015 | Halo 5: Guardians                 |
| 2016 |                                   |
| 2017 | Halo Wars 2                       |
| 2018 | Halo: Fireteam Raven              |
| 2019 |                                   |
| 2020 |                                   |
| 2021 | Halo Infinite                     |

### オリジナル・トリロジー（Original Trilogy）
マスターチーフを中心に、コヴナント戦争で語られる物語。
- Halo: Combat Evolved
- Halo 2
- Halo 3

### リクレイマー・サーガ（Reclaimer Saga）
マスターチーフに続き、新たな脅威に立ち向かう物語。バンジーのかわりに、343 Industriesが開発を担当する。前回のトリロジーとは異なり最初の発表時点で三部作として製作されることが決定しており、更にこの三部作に派生する形であらたにスピンオフ作品が作られるとしている。
- Halo 4
- Halo 5: Guardians
- Halo Infinite - ナンバリング作品ではないが、Halo 6とされ、スピンオフなどではなく、事実上本編とされている[3]。

### スピンオフ作品

#### Halo Wars
『Halo Wars』は、バンジースタジオとアンサンブルスタジオとのコラボレーションによりXbox 360独占ソフトとして製作されたリアルタイムストラテジーゲームである。シリーズ第一作『Halo: Combat Evolved』よりも20年前を舞台としている。
2006年9月27日、マイクロソフトが主催するゲームショウX06のメディアブリーフィングで製作中であることがアナウンスされ、トレイラーが公開された。
日本での発売は2009年2月26日。

#### Halo 3: ODST
『Halo 3』のプロローグとなる位置づけ。
当初は『Halo 3』の拡張ディスクになると言われていたが、『Halo 3』のディスクは必要なく、独立した単体作品である。
2008年10月9日、日本の東京ゲームショウ2008の基調講演において正式発表された。

#### Halo:Reach
E3 2009にて発表、2010年9月15日発売された。
『Halo:CE』の直前のストーリーとなる。

#### Halo: Spartan Assault
2013年12月23日発売。ジャンルは見下ろし型の多方向スクロールシューティング。

Halo 3とHalo 4の間の、スパルタンオプス・プログラム初期のストーリーとなる。

#### Halo: Spartan Strike
2015年4月17日発売。ジャンルはSpartan Assaultと同じく、見下ろし型の多方向スクロールシューティングとなる。

#### Halo: The Master Chief Collection
2014年11月13日発売。Halo:CE、Halo 2、Halo 3、Halo 4の四作品1080p 60fps化して移植した作品。
後にHalo:Reach、Halo 3:ODSTも追加され合計6作品が楽しめるソフトとなった。
このうちHalo 2はグラフィックが一新されており、ゲーム中にビューボタンを押すことでオリジナル版のグラフィックにすることも可能。

実写作品の『Halo: NightFall』、Halo 5: Guardiansのマルチプレイヤーベータ参加権が付属。

2019年12月4日、4K解像度にリマスターされたWindowsへの移植版が、Steamにて発売された。

#### Halo Wars 2
Halo Warsの続編。ジャンルは前作と同様リアルタイムストラテジー。舞台は前作の28年後で『Halo5』と同時代の設定。プレイヤーキャラクターは前作と同じ。冷凍睡眠をしていたため前作と同じ年齢で登場する。

#### Halo: Fireteam Raven
Haloシリーズに基づいたアーケードゲーム。4人プレイに対応したオンレールシューターであり、130インチの4Kモニターと4つの機銃を搭載している。343 IndustriesとPlay Mechanixの協力の下、アーケードゲーム専門デベロッパー"Raw Thrills"が開発を務める。アメリカとカナダで2018年夏にリリース。同年10月には55インチのモニターと2つの機銃を搭載している小型筐体版を発表。2022年には、85インチのモニターと4つのMA5Bアサルトライフル型ガンコントローラーを搭載した"Assault Model"筐体が発表された。
日本では2018年12月5日〜12月18日にnamcoラゾーナ川崎にてロケテストを実施。2019年1月25日〜1月27日に開催されたジャパンアミューズメントエキスポのタイトーブースとバンダイナムコテクニカブースに出展。同年7月より稼働開始した。

## Haloシリーズの設定

### 人類
母星：地球
技術レベル：第3階層
宇宙に進出した人類は、2100年代に太陽系での216の紛争を経て地球統一政府（United Earth Government）を樹立、またこの過程で"地球軍 UNSC"が大幅に強化された。戦後、人口が爆発的に増加し不穏な情勢にあった人類は2200年代に開発されたショウ・フジカワ超光速エンジン（SFTE：Shaw Fujikawa Translight Engine）を搭載した恒星間を移動できる宇宙船の開発に着手する。2300年代には太陽系外の惑星に市民とUNSCを乗せた植民船団による大規模な入植を開始、210の植民地を開拓し内周殖民地（Inner Colonies）ができた。2400年代末期までに植民地の数は800以上に増え、人類の生息域はオリオン腕内で広く分布する。この時代は開発のあまり進んでいない外周植民地（Outer Colonies）からの資源に依存する形で内周殖民地が政治経済の中心となった。2525年の外周植民地の植民星ハーベスト（Harvest）での高度な技術力を持つ異種族からなる同盟「コヴナント」との接触はコヴナント側からの攻撃によりそのまま戦争となり、2553年までに人類はほとんどの植民地を失い個体数と生息領域が激減した。

#### UNSC
地球軍（United Nations Space Command、略称：UNSC）はHaloシリーズの世界において人類の主要な政府機関であり、国連（United Nations）、植民星統治局（Colonial Administration Authority）および地球統一政府（United Earth Government）を統括し、コヴナントに対する唯一の防衛機関である。UNSCの軍隊は地球防衛軍（UNSC Defense Force）と呼ばれ、通常は惑星の防衛を行っている。UNSCの主力は地球海軍（UNSC Navy）であり、ODST（Orbital Drop Shock Troopers）を含む海兵隊（Marines）、海軍情報局（Office of Naval Intelligence、略称：ONI）、宇宙艦隊などの部門から構成される。コヴナント戦争（Human-Covenant War、2525年 - 2553年）において、コヴナントと人類の圧倒的な技術力の差から敗走を重ね、多くの殖民地を失い、母星である地球にまでその侵略を許した。

#### UNSC海兵隊
UNSCの主力地上部隊。ゲーム中に味方としてよく登場する。
海兵隊には、通常の海兵隊員と、ODST（Orbital Drop Shock Trooper、軌道降下強襲歩兵）の二つの隊員がおり、どちらもミッション中に登場し、プレイヤーと共闘する。
しかし、戦力としてカウントはできない（すぐに死ぬ・弾を撃つものの結構外れる・誤射で殺してしまったら裏切りと判断して襲い掛かってくる等々）といえる。
他のFPSと異なり、よく喋るので主にミッションの賑やかしキャラといえる。

#### UNSC海軍
マラソン級巡洋艦、ハルシオン級軽巡洋艦等の艦艇を保有し、宇宙艦隊を運用する。
艦艇を運用するために宇宙艦隊でも海軍である。
敵であるコヴナント艦艇との性能差は、正面からの戦闘ではまず勝負にならないほど歴然としており、更に緒戦での度重なる敗退で強力な大型艦艇のほとんどを失うなど、ほぼ壊滅状態に近いほどの大損害を被ってしまっている。

#### スパルタン計画（SPARTAN Program）
スパルタン計画はUNSCの特殊部隊として身体能力、遺伝子学的、技術的に優れた「超兵士」を作出するための一連のUNSCの計画である（もともとは、植民地星においての反乱の鎮圧のために開発された）。ハルゼイ博士によるスパルタン計画は第2世代まで、その後ONI・UNSC主導でハルゼイ博士の関与していない世代が続き、世代を経るごとに計画の規模は拡大され、より野心的な物になっていった。
1. スパルタン-I 計画（SPARTAN-I Program） - オリオン計画（ORION Project）として知られる[13][14]。スパルタン-II 計画で行われる遺伝学的強化改造の前身であった。
2. スパルタン-II 計画（SPARTAN-II Program） - 海軍規約45812条（Naval Code 45812）を口実に選抜した人員（子供）を非人道的に徴兵（拉致、さらに身代わりのクローンを用意）し、複数の投薬、肉体改造を施した、超兵士計画の成果である。優れた身体能力とミョルニル・アーマー（MJOLNIR Armor）/最先端機甲技術 （advanced mechanical technology）とを融合させた最初のシリーズであることが強調される。『Halo Wars』のユニット説明[15]によれば150人の候補者として選出された子供のうち、最終的に訓練に耐えられたのは33名であったといわれている。少数精鋭的運用を主眼に置いたシリーズであり、軽戦闘車両程度であれば素手で容易く引っくり返してしまうほどの怪力を発揮出来るなど、現状単体での戦闘力はスパルタン中最強とされる。コヴナントとの戦闘でほぼ壊滅し、現在はマスターチーフ、ケリー、フレデリック、カート、リンダらを含み数人しか残っていない（マスターチーフは現在、インフィニティに所属している）。
3. スパルタン-III 計画（SPARTAN-III Program） - ジェイムズ・アッカーソン（James Ackerson）の産物。スパルタン-II計画の後継である。ジェイムズ・アッカーソン大佐とONIによって設計された次世代の超兵士である。能力的にはスパルタン-II より劣るが、彼らはより大量に、より訓練しやすく、より安価で、使い捨ての消耗に耐えるよう設計された。テルモピュライの戦いのスパルタ人のように300人ずつの中隊として各作戦に投入された[16]。スパルタンが礼装に付ける部隊章には"稲妻と矢を持った白頭鷲"などがある。代表的なものとしてはノーブルチームがこれに当たる。
4. スパルタン-IV 計画（SPARTAN-IV Program） - 技術進化により投薬が不要となり、また成人してからの志願制になり、さらにアーマーが強化され総合的にはスパルタン-II並みの強さを持つとされる最新のスパルタンシリーズ。元ONIエージェントのロック、元ODSTのバックなどファイアチームオシリスの隊員がこれに当たる他、生き残っていたスパルタン-IIIも多数が参加している。スパルタン-IVはUNSCの通常の兵士としての階級制度から切り離され、全ての隊員の階級は「スパルタン」として扱われるが現場における指揮系統は存在し、戦艦インフィニティに乗艦している全スパルタンの指揮はエリザベス・パーマーが執っている。

キャサリン・エリザベス・ハルゼイ博士（Dr. Catherine Elizabeth Halsey）
声 - 小池亜希子
UNSC海軍情報部（Office of Naval Intelligence、通称ONI）の顧問を務める生物学者、医者、コンピュータシステムの専門家である。SPARTAN-IIプロジェクトの提唱者。ミョルニル・アーマー（MJOLNIR Armor）や5世代目人工知能（5th Generation Smart AI）コルタナの開発者でもある。『Halo:Reach』に登場、惑星リーチ侵攻終盤でノーブルスリーと共に行方不明になるが03HALOから帰還したチーフに救助され、地球へ脱出する。しかしその後スパルタンIIでの幼児誘拐の件が問われ監獄にとらわれるも『Halo 4』より後のシールドワールド「レクイエム」の調査にラスキーから呼び出され、協力する。しかしコヴナント（ジュール・ムダマ）にさらわれ、さらに左腕を失う。救難信号を出したのち『Halo 5: Guardians』にてスパルタン「ロック」らファイアチームオシリスに救助され以後事件の調査に当たる。
日本語版の声優はコルタナを担当している小池亜希子である。

### コヴナント
コヴナント（Covenant）は、フォアランナーを崇拝するさまざまな種族の異星人から構成される軍事的・宗教的連合である。
コヴナント社会は、プロフェット族とエリート族の代表者によって構成される高等評議会、ならびに大祭司と呼ばれる最高位のプロフェット3人によって統治されている。
ハイチャリティが崩壊したのち、エリート族のジュール・ムダマがリーダーを務めていたがオシリスにより倒され、現在崩壊寸前の状態に陥っている。

#### 構成種族
コヴナント社会における階級制度の序列順に構成種族を記す。また、各種族内にも階級が存在している。
プロフェット族（Prophets）
母星：ハイチャリティ
技術レベル：第2階層
プロフェット族は最上位の階級に位置し、コヴナントにおける政治的・宗教的指導者層を務める種族である。プロフェット族の中でも真実（Truth）・慈悲（Mercy）・悔恨（Regret）の三預言者は大祭司（Hierarchs）と呼ばれ、最高位の存在となっている。コヴナント語でサンシューム（San'Shyuum）と呼ばれる。
彼らの惑星は、約3200年前に新星爆発で消滅しており、現在はハイチャリティと呼ばれる移動型人工惑星（航宙母艦というほうが正しいかもしれない）を母星としている。
しかし、『Halo 2』におけるインストレーション05でのフラッド放出によってハイチャリティはフラッドに汚染された結果、現在の個体数は1000以下であると推測されており、種として滅亡の危機に瀕している。
ブルート族（Brutes）
母星：ドイサック
技術レベル：種族固有第4階層/外来技術採用第2階層
ブルート族は最も新しくコヴナントに組み込まれた種族である。コヴナント語でジラルハネイ（Jiralhanae）と呼ばれ、その外見は地球上の生物で言えばゴリラに近似している。
軍事面におけるブルート族の序列はエリート族と同位であるが、悔恨の預言者の護衛に失敗したエリート族に代わり、プロフェット族の護衛の任に就いた。
エリート族を目の敵にしており、事あるごとに衝突している。非常に暴力的で、コヴナント加盟以前には母星で大規模な戦争を繰り返し、何度も滅亡寸前になっていたようだ。
彼らブルート族はコヴナントの構成種族の中で最も固有技術色が薄く、コヴナント加盟時にも自分達の宗教や生活様式をあっさりと捨て去った種族でもある。
前述のように非常に暴力的で好戦的であるが故に幾度も内戦を繰り返し、文明レベルが何度も退化しているが、そういった内戦による文明退化を経験しているにもかかわらず、何ひとつ学習している形跡が見られない特異な種族である。
エリート族（Elites）
母星：サンヘリオス
技術レベル：第2階層
エリート族は、プロフェット族とともにコヴナントを構成する最古の種族の1つである。コヴナント語でサンヘイリ（Sangheili）と呼ばれる。
高等評議会を構成する種族でもあり、プロフェット族との誓約以来、エリート族はコヴナントの軍事力の中心であるとともにプロフェット族の護衛の任を任されてきた。しかしながら、『Halo 2』において、悔恨の預言者の護衛に失敗したことを理由に護衛の任をはじめ、これまでエリート族が担ってきた多くの役割をブルート族に奪われることになる。これに反発したエリート族は、事態の是正を高等評議会に訴えるが聞き入れられず、逆にプロフェット族の命を受けたブルート族によってエリート族の評議員が全員暗殺されてしまう。この事態を受け、エリート族はハンター族とグラント族を率いて内乱を起こす。こうした状況の中、エリート族はHALOの真の機能、「大いなる旅」の真の意味を知りコヴナントを離脱、残るコヴナント及びフラッドの脅威に対抗するため、『Halo 3』ではこれまで敵対してきた人類と一時的に手を結ぶことになる。
『Halo 3』のエンディング以降ではそれまでの信仰や人類に対する方針の違いにより内戦が勃発。コヴナントに残る者と、アービターが結成した多種族組織「サンヘリオスの剣」とに分裂した。
UNSCはこの内戦に表向きは不干渉の立場を取り続けたが、HALO5でのガーディアン事件を通じて本格的に「サンヘリオスの剣」との協力関係を結んでいる。
彼らエリート族は、幼い頃から戦士として育てられ、それ以外の社会的役割は二次的もしくは趣味として扱われている。
最も控えめな一般市民でさえ多くの武器や格闘技に精通するほどである。彼らの社会は昔から軍事産業に強く依存し、科学よりも戦場での武勇を優先する傾向が根強い。
この傾向は、プロフェット族とコヴナントを形成したことでさらに強まった。科学技術を担当するプロフェット族がいることで、いっそう軍事活動に集中できるようになったためである。
その為か兵員の損耗や住環境等に比較的気を配る「サンヘリオスの剣」の時代になっても、戦闘行為以外で体に傷を付ける（血を流させる）として医療従事者の社会的地位が低いのも特徴である。
また、この気質は彼ら自身の他種族に対する評価としても現れており、戦場で優れた勇気や責任感、優れた戦果を発揮した戦士であれば言葉の通じない異種族が相手でも敬意を抱く者が多く、優れた知性と豊かな精神性を兼ね備えた知的種族でもある事から他のコヴナント構成種族より「話せる」者も多い。
ハンター族（Hunters）
母星：テー
技術レベル：種族固有第3階層/外来技術採用第2階層
ハンター族は、他の種族とは異なり独自の宗教を持つコヴナントの種族である。コヴナント語でレクゴロ（Lekgolo）と呼ばれる。ワーム状のミミズのような生物で、状況・目的に応じて複数の個体が集まり様々な形態を取るなど群体生物のような性質を持つ。作中で見られる大型の歩兵形態は数ある集合形態の一種であり、「ムガレグゴロ」と称される。
実力を認めたエリート族を除いて、プロフェット族を含むその他のコヴナントの種族とは交流を持たない。
ハンター族として歩兵形態の複合体は、兵員というよりむしろ兵器として扱われ、機動性の低さを補うために必ず二体セットで戦闘に投入される。
ドローン族（Drones）
母星：バラモク
技術レベル：種族固有第4階層/外来技術採用第2階層
ドローン族は、飛行能力を持った昆虫型の種族である。コヴナント語でヤンミー（Yanme'e）と呼ばれる。
コヴナント社会における序列は不明だが、コヴナントには双方が大損害を受ける程の徹底抗戦の後に征服され、飛行歩兵の他に工兵や整備兵を務めている。
彼らは飛行しながらや建造物の壁をよじ登りながら武器を使用できる為、コヴナント軍におけるもっとも危険な歩兵部隊の一種である。
言語による会話能力を有しておらず、羽音とフェロモンを使った独特の方法でコミュニケーションを行うことから、同族以外での意思の疎通が困難である。そのため、他種族との交流は希薄で、戦場においてもドローン族単一の部隊として投入・運用されることが多い。
ジャッカル族（Jackals）
母星：イーン
技術レベル：種族固有第4階層/外来技術採用第2階層
ジャッカル族は、他の種族と比較してプロフェット族への宗教的忠誠心が薄いため、低い序列に位置している種族である。コヴナント語でキグ・ヤー（Kig-yar）と呼ばれる。
優れた視覚・聴覚・嗅覚を有しており、偵察兵やスナイパーの役割を担っている。それ故、人類と最初に接触したコヴナントとなった。
しかし、優れた感覚器官を持つ反面、体格的には劣るため、近接戦には不向きで、携行型エナジーシールドを装備する歩兵も存在する。
通常のジャッカル族と、身体的に上位種にあたるスカーミシャ族が存在するが、基本的には同一種である。
グラント族（Grunts）
母星：バラホ
技術レベル：種族固有第6階層/外来技術採用第2階層
グラント族は、コヴナント社会の最下層に位置する種族である。コヴナント語でアンゴイ（Unggoy）と呼ばれる。コヴナント軍における数的主力歩兵であり、その個体数は全種族中最も多いとされている。グラント族は、妊娠期間が他種族に比べて短く、繁殖能力が高い上に感覚運動統合機能の発達が早いことから数的主力歩兵の地位にあるが、コヴナント内の社会的地位は低く使い捨てられる傾向にある。
臆病かつやや自分勝手な一面もあり、戦場で居眠りをしたり、頼るべき指揮官を失うと直ぐに戦意を喪失して逃げ惑ってしまうなど単独での戦闘力は低い。しかし、コヴナントの教えを妄信しており、条件が整えば他の種族以上に蛮勇さを剥き出しにして戦う戦士的資質も兼ね備えている。
彼らの母星環境は、メタンガスを主成分とする大気環境のため、環境の異なる大気圏での活動には呼吸器のようなマスクと、背中にメタンのタンクを装備して活動しなければならない。
しかし、彼らの知識吸収力は高く、その特性を生かして人類の言語を多く吸収し、人類の文化に対して比較的実用的な知識を持つに至った。そのことが、虐げられ続けるなかでの原動力となっている。また、その知識を生かして“空間を監視する”すなわち電波通信などの類を傍受解析する電子戦を行うこともある。
エンジニア（engineer）
母星：さまざま
技術レベル：該当なし
コヴナントが徴用するエンジニアは、コヴナントがフォアランナーの遺跡調査を行う中で発見され、回収されたものである。コヴナント語でハラゴック（Huragok）と呼ばれる。
エンジニアは、フォアランナーの生み出した一種の生体コンピュータのようなものであると推測されていて、その生体は未だ謎が多いものであり、使役するコヴナントも把握出来ていない。
エンジニアは、十分な資源があれば複数の個体の経験を蓄積した新たな個体を生成することが可能であるし、致命的な損傷以外は自己修復を行い、他の損傷した個体の10%以上にアクセスできればその個体を完全に再生することもできるほど高度なバイオテクノロジーを有する。また、「エンジニア」と呼ばれる通り機械類のメンテナンスを役割としており、コヴナント・人類どちらの技術による兵器も始めて見ただけで完璧に整備・修復することが可能である。

#### アービター（Arbiter）
アービターとは、コヴナント社会が重大な危機に直面した際に任命される、大祭司直属のエリート族の兵士及びその地位のことである。政治的・軍事的な地位は高等評議員よりも低いものの、宗教的にもっとも高い地位である。危機に対して命を懸けて危険な任務に当たる（実際、これまでに存在したアービターの多くが、その任務中に命を落としている）アービターは、コヴナント社会において尊敬・崇拝の対象となっている一方、コヴナント結成初期のアービターであるファルが一大反逆事件を起こしてしまった経緯から「異端者」として扱われたり、「英雄に祭り上げられた預言者の捨て駒」と揶揄されるなど負の側面も大きく、何らかの大罪を犯して失脚した高位のエリート族戦士が就任する習わしとなっている。

#### 大いなる旅（Great Journey）
大いなる旅とは、コヴナントの信仰における中心的概念の1つである。その信仰では、HALOを起動させることによって「大いなる旅」に旅立つことが出来、それにより救済されると信じられている。

### フォアランナー
この種族の起源については知られていない。
作中では、約10万年前に存在したとされる超高等種族及び文明のこととされている。全盛期には銀河系全域に入植してその全てを支配下に置くほどの勢力範囲と規模を持つほどに栄えたが、突如として遭遇したフラッドの脅威に対応しきれず急速に衰えていき、最終的には滅亡したとされる。ゲームの題名ともなっている巨大建造物HALOを造り上げた種族でもあり、物語の鍵を握る重要な存在。
『Halo 3』におけるHALO起動前のモニターとの戦闘直前、マスターチーフに対し「あなたがフォアランナーなのです」と告げたことから、人類全体もしくは人類の祖先を指していると思われる。
人類とフォアランナーは別種族であるが、フォアランナーがHALOの起動前、銀河系の生物を保存する際に人類を発見し、後継者として選んだとされる。
付属冊子による記録に拠れば、マスターチーフ＝リクレイマーを人類と同一種であるとしながらも、その母星を地球ではなく衛星エヒレンドを持つEpsilon Eridani,IIとしているのは、マスターチーフの出生地のためである。

#### HALO
HALOはフラッドの研究及び保存を目的としてフォアランナーにより建造された七つの巨大な環状建造物。また、フラッドの拡散を防止するために、フラッドの宿主となりうる全ての知的生命体を絶滅させる最終兵器でもある。詳しい構造は分かっていないが、3ヶ所にある「パルスジェネレータ」からパルスを照射し、知的生命体を全滅させる。1基のHALOの有効範囲は約25000光年で、全てのHALOを同時に起動することで銀河系の直径の3倍の範囲に効果を及ぼすことが可能。また、フォアランナー達はHALOの有効範囲の外（銀河系中心から218光年）にアークと呼ばれる人工惑星を建造しており、自分達が生き延びるための避難所としていた。アークはHALOのシステムの一部であり、HALOの遠隔操作及びHALOの建造が可能である。万が一、HALOが破壊された場合は自動的に新たなHALOが製造される。
HALOの監視・維持管理のためにフォアランナーにより作られたモニターによって各HALOは管理されており、343ギルティ・スパーク、2401ペネテント・タンジェントはそれぞれHALO04、HALO05のモニターである。
公転する恒星に対して傾くことで自身の影による夜を作り出し、昼夜を再現している。当初の計画では12基が建造されていたが、何らかの妨害に合い実際に使用されたのは7基だった。

#### センチネル
HALOの監視・維持管理を行っているフォアランナー製ドローンの総称。モニターにより統率・制御される。HALOのメンテナンスからセキュリティまで様々な役割を担っており、基本的に所属HALOより外に出ることはないが、モニターの意思次第では屋外でも活動・戦闘を行うことが可能。また、HALOそのものとは独立した存在であるらしく、担当するHALOを失ってもモニターさえ無事であるなら機能し続けることが可能。浮遊移動が可能で、最もよく見られるのは自前のエネルギーシールドと照射型のセンチネルレーザーを備えた人工衛星型のユニットである。また、他にも小型のメンテナンスドローンや大型の重武装ドローン「エンフォーサー」も登場している。

#### プロメシアン
フォアランナー軍の最高司令官ダイダクトがフラッドに対抗するために作り出した機械兵士。人型の「ナイト」、獣型の「クロウラー」、ドローン型の「ウォッチャー」が存在する。元々は突然変異によって強靭な精神と肉体を得て生まれた者たちで構成されたフォアランナーの精鋭集団のことだったが、作中に登場するプロメシアンは、対フラッド戦において特殊機械「コンポーザー」を用いて精神と肉体を分解・変換してデータ化し、それを専用の機械ボディに移すことで生産されたものである。肉体を捨てることでフラッドに寄生される心配はなくなったが、コンポーザーにはデータ化した者の自我を完全に消去してしまうという欠陥があり、結果、自動制御のドローンとは一線を画した高度な自己判断能力を有するだけの知性がありながら、敵を排除するだけの戦闘マシーンに成り果ててしまった。

### フラッド
母星：不明
技術レベル：種族固有第7階層/外来技術採用第2階層
フラッド（Flood）は知的生命体に寄生する生物である。銀河系内において最も危険な存在であるとされる。その生体は、「フラッド超細胞（通称：FSC）」と呼ばれる未分化細胞により構成されており、大まかに言えば思考する筋肉のようなものである。フラッドがこのFSCを変化させ、どんな組織をも作り出す能力を有することは、多くの状況で確認されている。
起源は不明だが、少なくとも15万年前にはその存在が確認されており、古の時代から銀河系全体の脅威とされてきた。
カルシウム、その他栄養分がある生命ならどのようなものでも寄生可能。ただし『Halo: FirstStrike』で語られている様に神経になんらかの異常があった場合、寄生ができない事が判明している。これは、フラッドの寄生が生体とその生体の複合神経系を支配することで寄生する為である。
フラッドは、野生・共生・星間移動という段階を経て成長する。野生段階のフラッドの形態で確認されているのは素体、寄生体、キャリア体、プロトグレイヴマインドの四つである。これらの個体数が増加し、生存能力を有するグレイヴマインドの形態を確立すると共生段階に移行し、変形可能な形態が急速に増加する。星間移動段階に移行すると、形態上の進化よりも獲得したテクノロジーの活用が顕著になる。
理論上では、星間移動段階を超えた「全銀河」段階が存在するとされるが、確認されていない。

#### グレイヴマインド（Gravemind）
グレイヴマインドはフラッドの最終形態であり、フラッドの有機的組織体がある一定の臨界質量に到達したとき、自らをグレイヴマインドと呼ぶ知性の集合体が発生する。グレイヴマインドの究極の目的は、銀河に存在する全ての知的生命体を吸収することである。
フラッドは、グレイヴマインドが存在しない状態では安定しており、自然分裂も行われないが、グレイヴマインドが発生すると真に危険な存在へと変貌する。
グレイヴマインドは、純粋なFSCの融合によって誕生し進化した複合神経系知覚生命体である。

### 技術レベル・階層
技術的達成度におけるテクノロジーレベルの一覧。類似の指標としてはカルダシェフ・スケールが存在するが、こちらはレベルの高低が逆転しており、数値が小さくなるほど高度な文明になる。
第0階層：超知的文明
理論上の最高レベル。各銀河間の移動が可能であり、他の知的生命体の進化を加速させられる。
ただし、「プリカーサー」を除き、フォアランナーより高度な技術レベルの文明はこれまで確認されておらず、その「プリカーサー」自体も遥か太古にフォアランナーにより完全に滅ぼされたとされることから、現時点では伝説的な存在といえる階層である。
第1階層：高度構築
この階層に該当すると確認されているのは、今のところフォアランナーのみである。フォアランナーはフラッドに滅ぼされてしまったが、コヴナントが彼らの遺した遺跡から技術の痕跡を入手し解析を試みていることから、再現の望みが絶たれたわけではない。
重力コントロール、完全知覚AIの構築、超高密度の物体の建造、厳密なスリップスペース航法といったフォアランナー独自の技術は傑出しており、作中のいかなる現存文明も未到達のレベルである。
むしろ、フォアランナーの技術レベルを表すための階層というべきである。
かつては古代人類もこれに匹敵する技術レベルに到達していたが、遭遇したフラッドを殲滅するために汚染惑星を生き残りの住人ごと破壊するという行為を繰り返しており、その中にはフォアランナーの植民惑星も含まれていたことから、これを侵略行為と見做したフォアランナーとの間で戦争が勃発。フラッドとの戦いで疲弊しきっていた古代人類はこれに抗せず敗北し、子孫たちが原始時代からの再出発を余儀なくされるほど文明は徹底的に破壊し尽くされ、その痕跡は今のところフォアランナー側の記録に残るのみである。
第2階層：星間航行
コヴナントのエリート族及びプロフェット族が独自到達（厳密にはフォアランナーの遺跡の技術を解析して得たが、リバースエンジニアリングにはまだ成功していない）した階層である。
フォアランナー程ではないが正確なスリップスペース航法や、タイムラグのほとんどない星間通信、携帯型エネルギー等のテクノロジーを有する。
第3階層：宇宙航行
効率的なスリップスペース航法、大量輸送、非同期式リニア誘導兵器、ホロクリスタル媒体、半知覚型AIの構築等の高度テクノロジーを有する階層で、人類が独自到達（フォアランナー等の影響を受けていない）した階層である。
第4階層：宇宙時代
母星から飛び立つだけの知性に恵まれながら結果的に悲惨な戦争を引き起こすだけといった種族（ブルート族のような）にとっては文明の最終段階となる場合が多い階層。
快適思考が強く医療面での発展も著しい。
レベルとしては21世紀初頭の人類のレベルに近いといえる。
第5階層：原子力時代
クリーンエネルギー開発への志向が高まると同時に、母星から旅立ち宇宙航行を始める階層。
好戦的な種族は原子力の軍事利用に走り、自ら種の絶滅を招くこともある。
飛行タイプの乗り物開発を得意とする。
人類の20世紀後半のレベルに近い。
第6階層：工業化時代
多くの種族にとって文明の絶頂期となるレベル。
安定した農耕社会に比べて、個体数の増加と食糧生産の商業化によって、均衡を保つのが難しい政治的・経済的重圧が生じ、テクノロジーが進化する（いわゆる産業革命）。
第7階層：産業化以前
兵器製造技術や環境への脅威はごく限定的で、素朴ながら最も一般的で安定した状態である。
小規模の集落単位で社会が点在し、農業・狩猟・採集などによって自給自足の生活をおくる。
技術的には単純な道具や武器、農具および農法が確立される他、まれに天文学の基礎的知識を持っていることもある。
人類では産業革命以前のレベルに近い。

## 周辺の展開

### CD
- Martin O'Donnell and Michael Salvatori, Halo Original Soundtrack, 2002
- Martin O'Donnell and Michael Salvatori, Halo 2 Original Soundtrack Volume One, 2004
- Martin O'Donnell and Michael Salvatori, Halo 2 Original Soundtrack Volume Two, 2006
- Martin O'Donnell and Michael Salvatori, Halo 3 Original Soundtrack, 2008

### 書籍

#### 小説

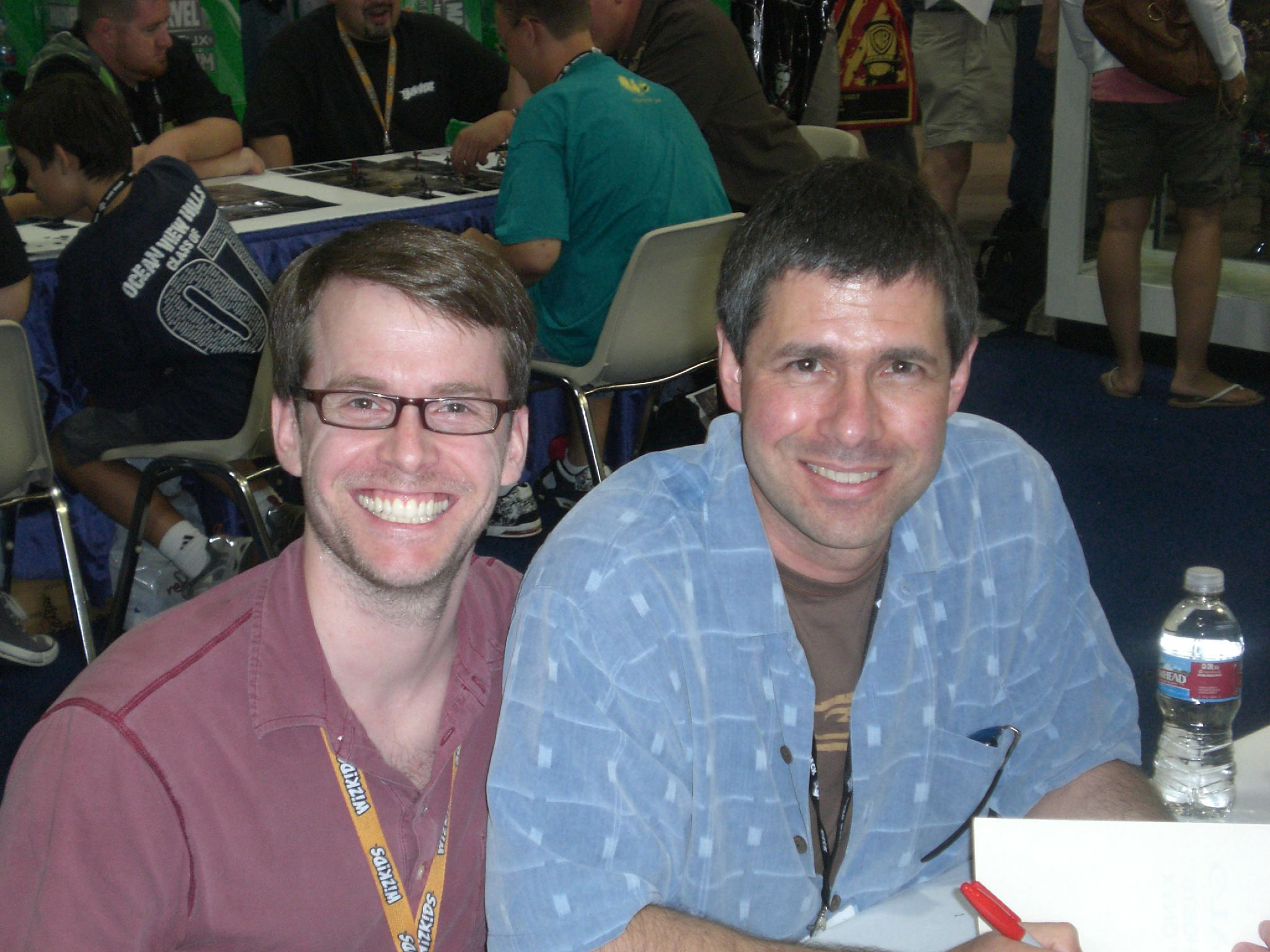
Joseph staten（ジョセフ・スタテン）とEric Nylund（エリック・ナイランド）。 右がエリック、左がジョセフ。

- Eric Nylund, Halo: The Fall of Reach, Del Rey Books, 2001
- William C. Dietz, Halo: The Flood, Del Rey Books, 2003
- Eric Nylund, Halo: First Strike, Del Rey Books, 2003
- Eric Nylund, Halo: Ghost of Onyx, Del Rey Books, 2006
- Joseph Staten, Halo: Contact Harvest, Tor Books, 2007
- Tobias S. Buckell, Halo: The Cole Protocol, Tor Books, 2008

#### コミック
- Lee Hammock et al., Halo Graphic Novel, Marvel Comics, 2006
- Brian Michael Bendis, Halo: Uprising 1, Marvel Comics, 2007
- Brian Michael Bendis, Halo: Uprising 2, Marvel Comics, 2007

#### コンセプトアート集
- Eric S. Trautmann, The Art of Halo, Del Rey Books, 2004

### 映画
ピーター・ジャクソンを製作総指揮に迎え映画化の計画が進展していたものの、予算・監督人事・利益配分などの要因により配給会社とマイクロソフト、ピーター・ジャクソンとの間で交渉が難航。Halo Chroniclesと共に消滅したと語っている。さらに監督予定だったニール・ブロムカンプも「オファーがきても断るつもり」だと述べている。ただし、マイクロソフト・ゲームスタジオの方は「現在も検討中」としている。なお、ピーター・ジャクソン側は映画化で使うはずだった撮影スタッフに『第9地区』を製作させ2009年に公開、1億ドルを超える大ヒット作となった。
2012年はスチュワート・ヘンドラー監督による実写映画『Halo4:フォワード・オントゥ・ドーン』が公開され、2014年はリドリー・スコット製作総指揮による実写映画『HALO:NIGHTFALL』が公開された。さらに2015年には小説『Halo: The Fall of Reach』のCG映画も制作された。

### アニメーション
2009年7月23日、『Halo Legends』（ヘイロー・レジェンズ）というタイトルでアニメ化されると発表。複数の短編で構成される。制作にはProduction I.G、東映アニメーション、ボンズ、STUDIO 4℃、カシオエンターテイメントといった日本の大手映像・アニメ制作会社が参加している。日本国内ではセルDVD・BDがワーナー・ホーム・ビデオから2010年2月に発売。

### その他
- 2003年よりバンジースタジオの協力のもと、ジョイライドスタジオ社が本シリーズのアクションフィギュアを製作している。

### 実写テレビドラマシリーズ
2022年3月24日より、Paramount+にてシーズン1が配信されている。日本では2022年5月4日よりU-NEXTにて配信され、2023年6月7日にDVD-BOXの発売とDVDレンタル、デジタル配信が開始された。
2024年2月8日からシーズン2が日米同時配信された。2024年7月、2シーズンでの打ち切りが発表された。

#### キャスト
※括弧内は日本語吹替。
- ジョン/マスターチーフ: パブロ・シュレイバー（小山力也）
- キャサリン・ハルゼイ博士: ナターシャ・マケルホーン（S1：田中敦子、S2：深見梨加）
- コルタナ: ジェン・テイラー（小池亜希子）
- クワン・ハ: イェリン・ハ（内田真礼）
- マキー: チャーリー・マーフィ（早見沙織）
- ジェイコブ・キース大尉: ダニー・サパニ（白熊寛嗣）
- ソレン: ボキーム・ウッドバイン（杉村憲司）
- パランゴスキー: シャバーナー・アーズミー（宮寺智子）
- ミランダ・キース: オリーヴ・グレイ（生天目仁美）
- カイ: ケイト・ケネディ（甲斐田裕子）
- ヴァナク: ベントレー・カルー（安元洋貴）
- リズ: ナターシャ・カルザック（本田貴子）
- モニター: ハリー・ロイド（S2）
- ジェームズ・アッカーソン大佐: ジョセフ・モーガン（S2：遊佐浩二）
- ラエーラ: フィオナ・オシャーグネッシー （石川藍）
- ケスラー: タイラン・ベイリー（生天目仁美）
- ペレズ: クリスティーナ・ロッド（S2：森なな子）
- ヴィンシャー・グラス: バーン・ゴーマン（S1：烏丸祐一）

## 細かい知識
バンジーソフトウェアプロダクツ（後のバンジースタジオ）が過去に発売したファーストパーソン・シューティングゲームシリーズ『Marathon』との間に共通点・関連性が見つけられる。
- 『Marathon』のシンボルマークである二重円が作中に登場する。タイトルロゴの後ろに薄く表示されているほか、シリーズ第一作に登場するジェイコブ・キース艦長の上着やパイプにも刺繍・刻印されている。
- コルタナとデュランダル。『Marathon』にはデュランダルという名の人工知能が登場するが、フランスの神話・伝承において「デュランダル」とはフランス「コルタナ」地方の英雄ローランが愛用した名剣の名である。また、「デュランダル」と同一の鉄を用い同一の方法を以って鍛えられたと言われる英雄オジエの持つ剣の名が「コルタナ」である。
- 『Marathon』の主人公も『Halo』の主人公と同じくミョルニル・アーマーを装備している。ただし、『Halo』のものがMK.VとMK.VIであるのに対し、『Marathon』のものはMk.IVである。

しかしながら、HaloとMarathon両シリーズの間に直接的な関係はない。
環状惑星はラリー・ニーヴンの『リングワールド』が有名。太陽からの輻射エネルギーをより広い面積で受け、使用可能表面積を増やすための目的の環状惑星は「ダイソン環」と呼ばれるが、『Halo』の環状惑星は中心に恒星がない点で別のものである。